# Karkopf (Monti di Mieming)
Il   Karkopf   è una montagna di 2.470 m., cima secondaria sulla cresta orientale dell'Hochwand  sita  nei Monti di Mieming e del Wetterstein, nelle Alpi Calcaree Nordtirolesi, nel comune di Mieming nel Tirolo austriaco.

## Accesso
Questa vetta panoramica è raggiungibile non solo attraverso il difficile sentiero Adlerklettersteig, ma anche attraverso la via normale. Dallo Strassberghaus (1.197 m.) alla Neue Alplhütte si può percorrere la ripida strada sterrata o il romantico e selvaggio Alplbachsteig. Alle sue spalle, attraverso viali di pini mughi, si raggiunge facilmente la Wetterkreuz e poi, sul sentiero segnalato, stretto e piuttosto esposto, si attraversa il fianco meridionale e infine, con una curva a sinistra sulla cresta orientale, si raggiunge la vetta. La via normale serve come discesa per gli scalatori della via ferrata Adler.

## Prima scalata della parete sud
La parete sud del Karkopf fu scalata per la prima volta da A. Knöpfler e colleghi nel 1918; il percorso attrezzato fu ristrutturato da B. Hangl nel 2008. La parete è composta da brevi passaggi di livello di difficoltà 4, per lo più intorno al 3, molto spesso anche intorno all'1 e al 2. Avvicinamento alla parete: si segue il sentiero fino allo Strassberghaus (1.197 m.), dove si svolta a destra in direzione Hohe Munde (oppure 50 m prima della sbarra del parcheggio su un sentiero forestale, poi si sale fino al sentiero verso Hohe Munde). Seguire il sentiero segnalato, inizialmente attraverso il bosco, poi attraverso campi di pini mughi fino al bivio segnalato (1614 m) "Hintereggersteig" per l'Alplhütte. Qui si svolta a sinistra in direzione dell'Alplhütte, dapprima in discesa (oltrepassando dei canaloni), poi seguendo il sentiero fino a raggiungere una specie di prato (con pini mughi). Si prosegue sul sentiero, si svolta a destra e si raggiunge un canalone (1558 m) fortemente eroso nella parte inferiore. Qui si abbandona il sentiero e si sale più in alto in questo canalone, aggirando un ripido gradino a forma di grotta sulla sinistra, fino a trovarsi proprio di fronte all'ingresso (1756 m).

## I casi di omonimia del monte Karkopf
Esistono dieci oronimi Karkopf tra Italia, Germania e Austria, la maggior parte nel sottogruppo del Geigenkamm nel comune di Umhausen:
- Klockerkarkopf  (Vetta d'Italia) 2.912 m.
- Fuscherkarkopf (Gruppo del Glockner) 3.331 m.
- Karkopf (Alpi Settentrionali di Berchtesgaden) 1.738 m.
- Karkopf (Alpi del Chiemgau) 1.510 m.
- Karkopf (Monti di Mieming) 2.470 m.
- Karkopf (Gruppo del Verwall)  2.948  m.
- Karkopf Hoher (Alpi Venoste)  2.686 m.
- Karkopf Mitter 2.588 m. (Alpi Venoste)
- Erster Karkopf 2.430 m. (Alpi Venoste)
- Karkopf Weiter  2.777 m.  (Alpi Venoste)[2]